# Mon Laferte
Норма Монсеррат Бустаменте Лаферте (исп. Norma Monserrat Bustamante Laferte; род. 2 мая 1983, Винья-дель-Мар, Чили) — чилийская-мексиканская певица, более известная под псевдонимом Mon Laferte.

## Биография
Норма Лаферте родилась в Винья-дель-Мар, Чили. Она начала заниматься музыкой в 9 лет, а в 13 лет получила грант на обучение в музыкальной консерватории в Винья-дель-Мар. В 2003 году после участия в телевизионной передаче Rojo выпустила свой первый альбом «La chica de Rojo».
В 2007 году она решает переехать в Мехико. В 2009 году выпускает сингл «Lo mismo que yo», в том же году у неё диагностировали рак щитовидной железы. В это же время она берёт псевдоним «Mon Laferte».
В 2015 году выходит альбом «Mon Laferte Vol.1», за который она получает две номинации на Латинскую Грэмми, а видео к синглу «Tu falta de querer» приносит ей награду MTV Millennial Award.
Альбом 2017 года «La Trenza» принес ей наибольшее количество наград и номинаций — на 18-й церемонии Латинской Грэмми она была номинирована в пяти категориях и получила премию за песню «Amárrame» в номинации «Лучшая альтернативная песня».
Сингл «Antes De Ti», вышедший в феврале 2018 года, был номинирован на Латинскую Грэмми как лучшая песня года. В этом же году вместе с американской певицей Гвен Стефани она записала кавер-версию на песню «Feliz Navidad».
В ноябре 2019 года певица получила премию «Латинская Грэмми» в номинации «Лучший альтернативный альбом» (за альбом «Norma»).

## Дискография
- La chica de Rojo (2003)
- Desechable (2011)
- Tornasol (2013)
- Mon Laferte Vol.1 (2015)
- La Trenza (2017)
- Norma (2018)